# Music Awards Ceremony 2023.
Music Awards Ceremony 2023. (скраћено MAC 2023) је била трећа регионална манифестација доделе признања Music Awards Ceremony за достигнућа у музичкој индустрији у организацији компаније SkyMusic. Церемонија је одржана 25. и 26. јануара 2023. године у Штарк арени.
Првог дана, 25. јануара, на церемонији су наступили познати извођачи поп, рок, реп, етно и народне музике, док су другог дана, 26. јануара, наступили извођачи треп, дрил и модерне алтернативне музике.
За треће издање ове манифестације дошло је до промене концепта, што је објављено на званичној Instagram страници церемоније. Главна промене јесте то да извођачи који су победили у некој од категорија на претходним церемонијама номинују извођаче и нумере који су по њиховом мишљењу у последњих годину дана остав}-или неизбрисив траг и највише допринели развоју музичке индустрије у региону. Продаја улазница за церемонију почела је 5. децембра 2022.
Директан пренос емитован је на следећим телевизијама: 
- Прва ТВ (за Србију и Црну Гору)
- CMC TV (за Хрватску),
- Сител (за Северну Македонију),
- Планет ТВ (за Словенију),
- БХРТ  (за Босну и Херцеговину)

Водитељи прве вечери су били Јелена Гавриловић и Тончи Хуљић, а друге вечери Мими Мерцедез и Voyage. Долазак звезда на црвени тепих прве вечери пратили су Уна Сенић и Бошко Јаковљевић, а друге вечери Данијел Јованчевић и Дана Барбара Гашић Гоувеиа.

## Наступи
| Датум            | Извођачи                 | Реф.  |
| ---------------- | ------------------------ | ----- |
| 25. јануар 2023. | Ацо Пејовић              | [ 3 ] |
| 25. јануар 2023. | Емина                    | [ 3 ] |
| 25. јануар 2023. | Халид Бешлић             | [ 3 ] |
| 25. јануар 2023. | Јелена Розга             | [ 3 ] |
| 25. јануар 2023. |                          | [ 3 ] |
| 25. јануар 2023. | Констракта и Земља грува | [ 3 ] |
| 25. јануар 2023. | Каролина Гочева          | [ 3 ] |
| 25. јануар 2023. | Лексингтон бенд          | [ 3 ] |
| 25. јануар 2023. | Петар Грашо              | [ 3 ] |
| 25. јануар 2023. | Рибља чорба              | [ 3 ] |
| 25. јануар 2023. | Сара Јо                  | [ 3 ] |
| 25. јануар 2023. | Саша Матић               | [ 3 ] |
| 25. јануар 2023. | Тончи Хуљић              | [ 3 ] |
| 26. јануар 2023. |                          | [ 3 ] |
| Албино           |                          | [ 3 ] |
| Амна             |                          | [ 3 ] |
|                  |                          | [ 3 ] |
| Црни Церак       |                          | [ 3 ] |
| Девито           |                          | [ 3 ] |
| Лацку            |                          | [ 3 ] |
| Махрина          |                          | [ 3 ] |
| Милица Павловић  |                          | [ 3 ] |
| Мими Мерцедез    |                          | [ 3 ] |
| Николија         |                          | [ 3 ] |
|                  |                          | [ 3 ] |
| Сајфер           |                          | [ 3 ] |
| Сергеј Пајић     |                          | [ 3 ] |
| Теодора          |                          | [ 3 ] |
| Тим              |                          | [ 3 ] |
| Вераја           |                          | [ 3 ] |
|                  |                          | [ 3 ] |
| Зера             |                          | [ 3 ] |

## Категорије
Преко 600 номинација распоређено је у 20 категорија:
- Албум године
- Алтернативна поп нумера
- Балкан треп нумера
- Вирал нумера
- Ворлд мјузик
- Дрил нумера
- Колаборација
- Концерт
- Музички видео
- Народна нумера
- Њу ејџ колаборација
- Поп нумера женског извођача
- Поп нумера мушког извођача
- Поп-фолк нумера
- Реп/хип-хоп нумера
- Рок нумера
- Треп нумера женског извођача
- Треп нумера мушког извођача
- Урбан поп нумера
- Фестивал

## Номинације и победници
Победници су први на листама и подебљани.
| Албум године | Алтернативна поп нумера |
| --- | --- |
| - Милица Павловић — Посесивна | - Ника Турковић — Док нас нема - — У теби - Констракта — - Лука Рајић — Љубимо се - Сара Јо — Зар не |
| Балкан треп нумера | Вирал нумера |
| - — Када сване - Николија — Додоле - — Црно око - Зера — Бараба - — Мартини | - — Танго - са -јем — Гад - Милица Павловић са Албином — Шећеру - Сенида — Бехуте - Црни Церак — |
| Ворлд нумера | Дрил нумера |
| - Зорја — Зорја - Марко Луис — - — Хеј, кафано - Дубиоза колектив — Може ли - Биља Крстић и Бистрик оркестар — Нишка бања | - Црни Церак — - Девито — Леден - Кане — У круг - — Еуфорија |
| Колаборација | Концерт |
| - Саша Матић са Јеленом Розгом — Ти и ја - Лена Ковачевић са Горданом Кичићем — Лепе лажи - Ени Јуришић са Матијом Цвеком — Требаш ли ме - Инес Ербус са Давидом Амаром — Баш је глупо бити сам - Тамара Милутиновић са Урошем Живковићем — Није реално | - Петар Грашо — Спаладијум - Ацо Пејовић — Стадион Ташмајдан - Буч Кесиди — Бановина (Ниш) - Дино Мерлин — Виста – Парк са погледом - Јелена Томашевић — МТС дворана - Јосипа Лисац — Комбанк дворана - — Арена Лисински - Марија Шерифовић — Белекспо центар - Сергеј Ћетковић — Арена Вараждин - Ју група — Стадион Ташмајдан |
| Музички видео | Народна нумера |
| - Сара Јо — Дивља - Теодора — Твоје магије - Nucci — Црно око - Зера — Бараба - Црни Церак — | - Александра Пријовић — Звук тишине - Барбара Бобак — Дупло гора - Халид Бешлић — Свиће зора - Махир Мулалић — Ђердан - Сека Алексић — Рана |
| Њу ејџ колаборација | Поп нумера женског извођача |
| - Voyage са Nucci-јем — Гад - Девито са Рељом — Омађијала - Реља Торино са Поповском — Хаос, лом - Секси и Лацку — Паре, паре - Теодора са — Контроверзне | - Марија Микић — Комбинације - Александра Радовић — Прошло ме је - Доменика — Ди си да се волимо - Манца Шпик — - Нина Бадрић — Памтим |
| Поп нумера мушког извођача | Поп-фолк нумера |
| - Џенан Лончаревић — Тишина - Дино Мерлин — Криве карте - Борис Суботић — Врати ми - Саша Ковачевић — Лажу те - Лексингтон бенд — Дугујем ти себе | - — Ајде бре - Милица Павловић — Проверено - Сања Вучић — Омађијан - Секи — Ален делон - Теа Таировић — Два и два |
| Реп/хип-хоп нумера | Рок нумера |
| - Сајси MC— Ринге раја - Прти Бее Гее — Авакари - Миц MC— Инвазија - Фокс — Мед и млеко - Београдски синдикат — Љубав у инат | - Буч Кесиди — Идемо до ходника (из филма Еуфорија уживо) - Баир — Она сања - Ice on Fire — По танкем леду - Joker Out — Барве оцеана - Кени није мртав — Ајмо да плешемо |
| Треп нумера женског извођача | Треп нумера мушког извођача |
| - Николија — Пилот - Антониа Гиговска — Око моје - Ермина — Беби, ја то не би - Сенида — Фама - Тара — Злато, дијаманти | - Девито — Марина - Газда Паја — - Инас — - Сајфер — Карневал - Voyage — Детињство |
| Урбан поп нумера | Музички фестивал |
| - — Око моје - Миа Гучек — - Сара Јо — Мушкарчина - Сенида — Бехуте - Теодора Џехверовић — Мост на Ади | - - Дора - Песма за Евровизију - Скале |

| Награда за каријеру             | Извођач године               |
| ------------------------------- | ---------------------------- |
| - Бора Ђорђевић                 | - Ацо Пејовић                |
| Допринос регионалној музици     | Допринос међународној музици |
| - Саша Матић - Теодора и Девито | - Констракта - Коикои        |
| Златни MAC за аутентичност      | Мастер церемоније            |
| - Констракта                    |                              |